# مت هابارد
مت هابارد (انگلیسی: Matt Hubbard؛ زادهٔ ۱ ژانویهٔ ۲۰۰۰) فیلم‌نامه‌نویس اهل ایالات متحده آمریکا است.
وی همچنین برندهٔ جوایزی همچون جایزه امی ساعات پربیننده برای نویسندگی مجموعه کمدی، جوایز امی ساعات پربیننده، و جایزه انجمن نویسندگان آمریکا شده‌است.